# Drewnowo-Dmoszki
Drewnowo-Dmoszki [pronunciación en polaco: /drɛvˈnɔvɔ ˈdmɔʂki/] es un pueblo ubicado en el distrito administrativo de Gmina Boguty-Pianki, dentro del Condado de Ostrów Mazowiecka, Voivodato de Mazovia, en el este de Polonia central. Se encuentra aproximadamente a 3 kilómetros al norte de Boguty-Pianki, a 35 kilómetros al este de Ostrów Mazowiecka, y a 113 kilómetros al noreste de Varsovia.